# بازار قدیم آمل
بازار قدیم آمل معروف به پایین بازار یا چهارسوق، بازاری با ریشهٔ باستانی است که در مرکز شهر قرار دارد. هسته اصلی و اولیه سازماندهنده شهر قدیم به‌شمار می‌آید. رکن اصلی ساخت بازار آمل به زمان ساسانیان بر می‌گردد و هنوز پابرجا مانده است. در بعضی قسمت‌های این بازار، تغییرات شتاب‌زده و نوسازی‌های غیراصولی انجام شده و به‌دلیل مشکلات اقتصادی، زیبایی قبلی را از دست داده، اما هنوز دارای اهمیت و اعتبار است. این بازار همچنان ارتباط خود را با محله‌های مسکونی پیرامون، تا حد زیادی حفظ کرده‌است و به صورت مرکز تجمع و داد و ستد مردم، دارای عملکردی ممتاز است. مغازه‌های این بازار با سقف سفالی شیب دار و جلو آمده به خاطر محافظت از باران و آفتاب دارای فضاهای باز داخلی برای تشکیل بازارهای هفتگی در روزگار گذشته است. این بازار نیز مانند بازارهای قدیمی دیگر، علاوه بر وظیفه اصلی خود یعنی مبادله کالا، نقش فرهنگی و مبادله افکار و عقاید، نشر اخبار و مرکز ارتباطات اجتماعی مردم نیز بوده‌است. درحال حاضر این بازار نقش بسیار مهمی را در زندگی اقتصادی - اجتماعی مردم ایفا می‌کند. ساختار فضایی، عناصر معماری و کالاهای صنایع دستی و محصولات بومی و مساجد و خانه‌های تاریخی آن از جاذبه‌های بازار به حساب می‌آیند.

## راسته‌ها
راسته اصلی بازار قدیم آمل به همراه راسته‌های فرعی منشعب از آن (راسته عطاران، راسته پالان دوزان، راسته نمدمالان و نوراسته) نقش مهمی در تشکیل و تعریف محدوده بافت، ایفا می‌کنند. راسته اصلی دقیقاً و بلافاصله بعد از پل دوازده چشمه (جنوب شرقی بافت) آغاز و به صورت قطری و طولی در بافت حرکت کرده و تا نزدیکی‌های مرکز اصلی کاشی محله (مسجد حاج علی کوچک) ادامه می‌یابد. بازار به بافت ویژگی طولی و خطی بودن آن (گذر و محور اصلی بافت) تلفیق بعضی از مراکز محله با آن (مشائی محله و شاهاندشتی محله)، برخورداری از کاربری اجتماعی – اقتصادی و همجواری با دیگر عناصر شهری عمده بافت (مسجد جامع آمل، مسجد آقا عباس، گرمابه آمل و …) قسمت اعظمی از بافت مسکونی اطراف را تحت نفوذ مستقیم خود دارد. در واقع برش و عبور قطری بازار از بافت سبب می‌شود که تا عمق واحدی از دو طرف (بافت مسکونی پیرامون بازار) خود را تحت پوشش قرار دهد.
مراکز و گذرهای اصلی محلات، به غیر از سه مرکز اصلی میدانچه مشائی محله (محله چهار سوق)، بازارچه شاهاندشت محله (تکیه هاشمی) و کاشی محله (مسجد جامع علی کوچک) بقیه مراکز اصلی با فاصله از راسته اصلی بازار و تقریباً در در مرکز ثقل هندسی محلات مستقر هستند. چون راسته اصلی بازار به صورت قطری بافت را قطع نموده‌است از این نظر این مراکز اصلی با گذرهای اصلی بین خود، عملاً یک حلقه ثانویه پنهانی (تار نامرئی) را به دور بازار به وجود می‌آورند. علاوه بر این هر یک از این مراکز اصلی، خود دارای یک شعاع نفوذی هستند؛ لذا مجموعه این شعاع‌های نفوذ مراکز اصلی با حلقه درونی بر گرد بازار، محدوده و منطقه‌ای را تعریف خواهد کرد که می‌تواند به عنوان یک محدوده بافت کهن و تاریخی و باستانی به آن استناد کرد. چون بافت کهن آمل، از دخالت‌های کالبدی و عبور خیابان‌های چلیپائی رضاخانی مصون مانده‌است؛ لذا پیوستگی قضایی عناصر شهری و مراکز محلات از طریق گذرها و معابر اصلی بافت موجب تشکل و انسجام بافت می‌گردد. محلات تاریخی آمل و شاخص آنها:قادی محله (تکیه شهدا)، گرجی‌محله (امامزاده تقی)، نیاکی محله (حسینیه ارشاد)، کاردگر محله (مسجد امیری‌ها)، مشائی محله (چهار سوق)، شاهاندشت محله (تکیه هاشمی)، چاکسر محله (امامزاده قاسم)، کاشی محله (مسجد جامع علی کوچک)، پائین بازار محله (تکیه آملی‌ها)، گلباغ محله (مسجد جامع).
هر یک از این محله‌های مسکونی، دارای حد و مرز معین و تعریف شده هستند. این محدوده‌ها توسط حصار یا موانع کالبدی مشخص نمی‌شد، بلکه گذرها و کوی‌ها یا محدوده پلاک‌ها محدوده هر محله را تشکیل می‌دهد. به‌طور کلی خصوصیات فضائی، کالبدی و اجتماعی محلات بافت قدیم آمل به شرح ذیل هستند. این بازار یکی از آبادترین بازارهای بزرگ فرهنگی در شهرهای مشهور اقتصادی آن زمان خود بوده‌است.
- عرفی بودن حریم و مرزهای محلات نه عینی (وجود مرزهای فرهنگی – اجتماعی به جای لبه‌های انسان ساخت نظیر معابر، محدوده باغ یا خانه یا معماری)
- استقلال و خود اتکائی، محلات مسکونی از نظر برخورداری از امکانات عمومی و تجهیزات خدماتی
- رعایت سلسله مراتب دسترسی از راسته اصلی بازار به کویی‌های محلات به‌دلیل حجاب سکونتی محلات (ارتباط غیرمستقیم محلات با راسته اصلی بازار)
- تبلور همجواری‌ها همیاریهاو همکاری‌های اجتماعی و ایجاد جو مشارکت و روحیه تعاون در بین اهالی محله (وجود حس تعلق خاطر قوی در بین اهالی محله‌ها)